# San Felipe Jalapa de Díaz
San Felipe Jalapa de Díaz là một đô thị thuộc bang Oaxaca, México. Năm 2005, dân số của đô thị này là 25395 người.